# Oxalis micrantha
Oxalis micrantha är en harsyreväxtart som beskrevs av Boj. och Prog.. Oxalis micrantha ingår i släktet oxalisar, och familjen harsyreväxter. Inga underarter finns listade i Catalogue of Life.